# Haliclona enormismacula
Haliclona enormismacula är en svampdjursart som beskrevs av Kazuo Hoshino 1981. Haliclona enormismacula ingår i släktet Haliclona och familjen Chalinidae. Inga underarter finns listade i Catalogue of Life.